# Karlov (Bohušov)
Karlov (německy Karlsdorf) je malá vesnice, část obce Bohušov v okrese Bruntál. Nachází se asi 3 km na západ od Bohušova.

## Poloha
Karlov leží v katastrálním území Karlov u Bohušova o rozloze 1,53 km2  a Nová Ves u Bohušova o rozloze 1,96 km2.
Jižní hranici tvoří řeka Osoblaha s vesnici Dolní Povelice, na západě sousedí s Dívčím Hradem, na severu s Osoblahou, na východě s Bohušovem.
Karlovem protéká Karlovický potok, levý přítok řeky Osoblahy. Na jihu se zvedá kopec V Pekle (318 m n. m.). Osadou prochází silnice 45728 a zelená turistická trasa naučné stezky Osoblažsko.

## Historie
První písemná zmínka o obci pochází z roku 1785.

## Vývoj počtu obyvatel
Počet obyvatel Karlova (včetně Nové Vsi) podle sčítání nebo jiných úředních záznamů:
| Rok            | 1869 | 1880 | 1890 | 1900 | 1910 | 1921 | 1930 | 1939 | 1950 | 1961 | 1970 | 1980 | 1991 | 2001 |
| -------------- | ---- | ---- | ---- | ---- | ---- | ---- | ---- | ---- | ---- | ---- | ---- | ---- | ---- | ---- |
| Počet obyvatel | 333  | 315  | 327  | 297  | 304  | 313  | 298  | 293  | 161  | 135  | 96   | 79   | 45   | 43   |

V Karlově je evidováno 33 adres, vesměs čísla popisná (trvalé objekty). Při sčítání lidu roku 2001 zde bylo napočteno 32 domů (12 v Karlově, 20 v Nové Vsi), z toho 14 trvale obydlených.

## Pamětihodnosti
- Kaple sv. Jana Nepomuckého z přelomu 19. a 20. století je kulturní památkou ČR.[9]

## Galerie

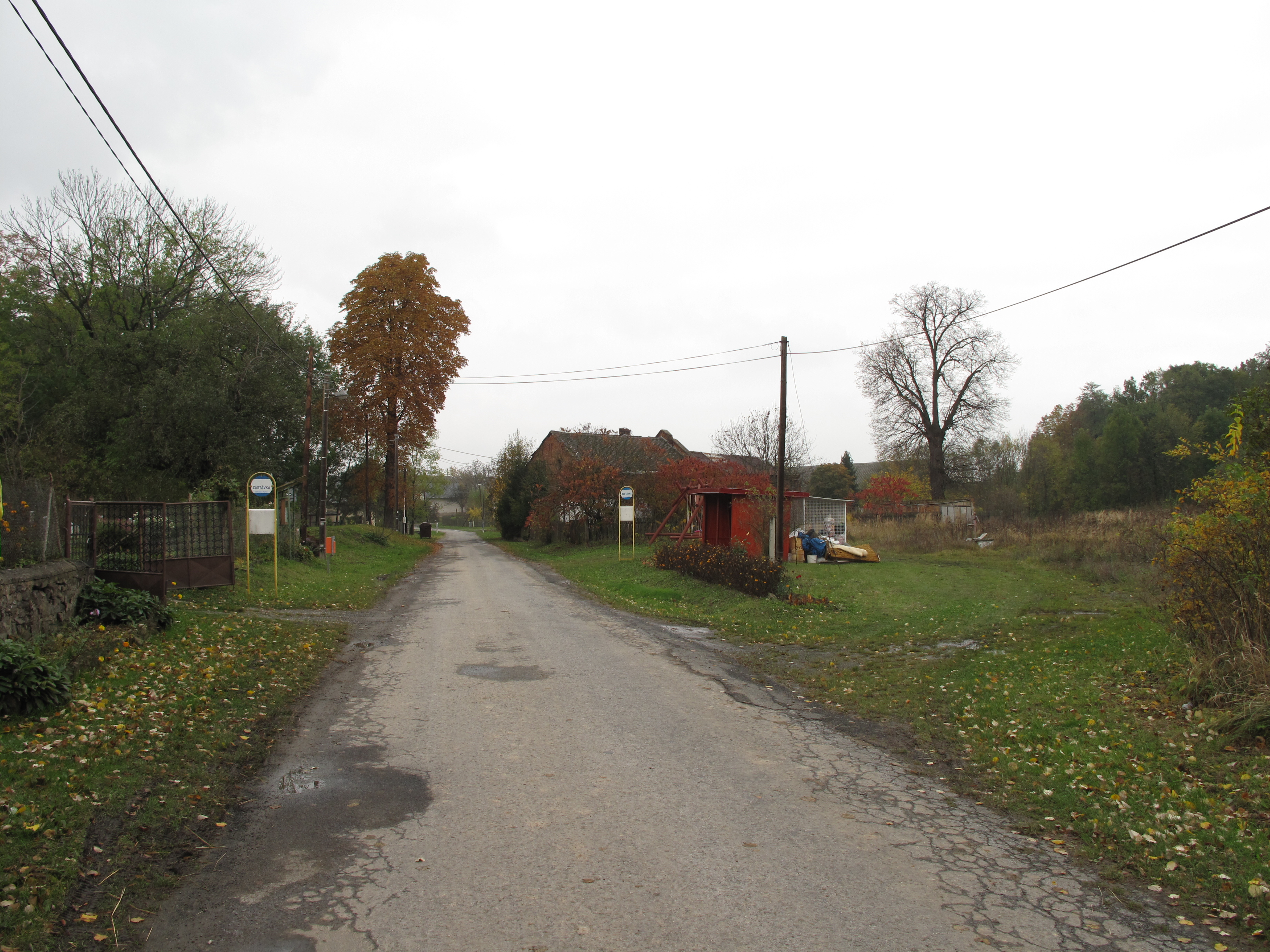
Autobusová zastávka
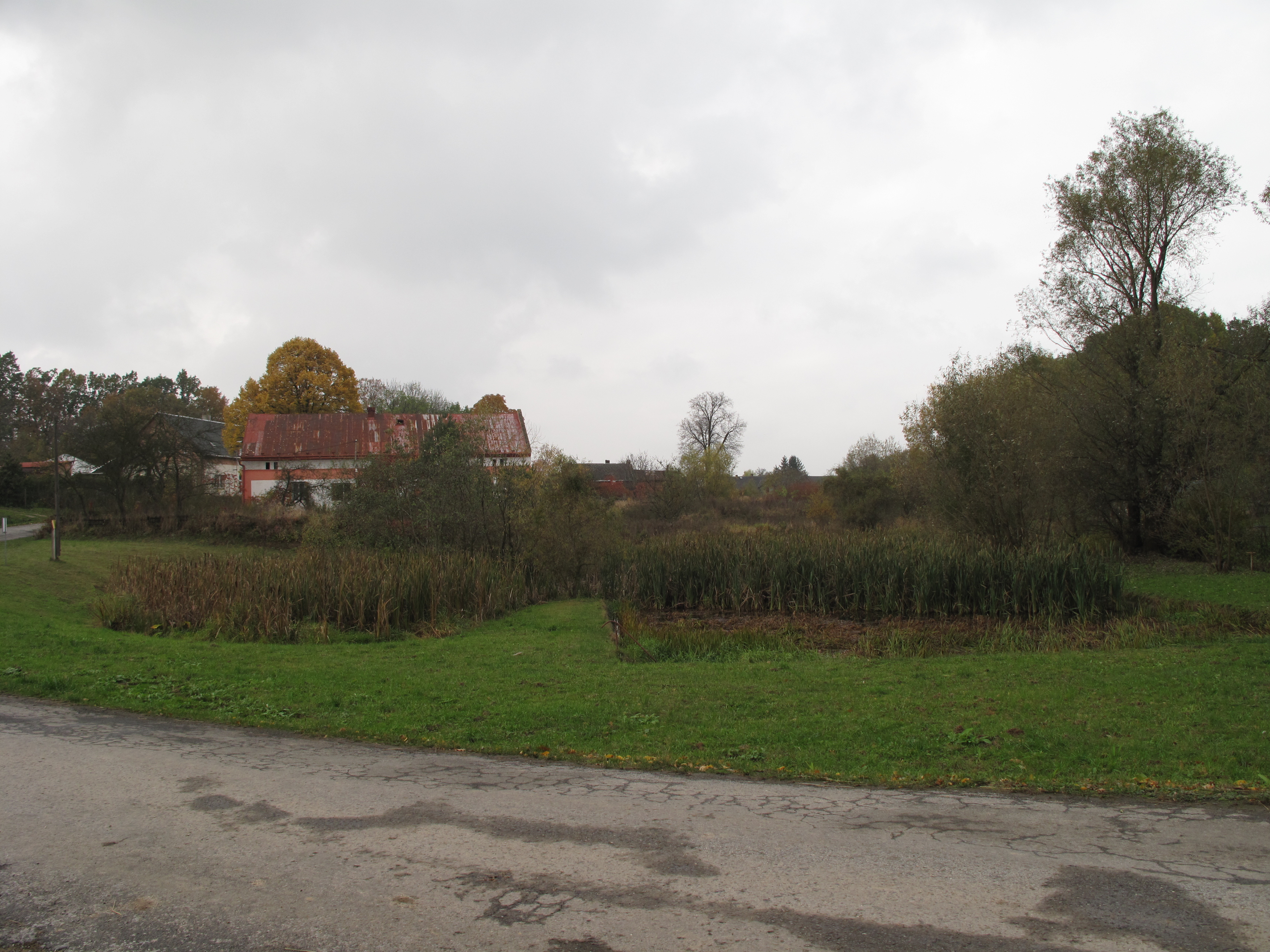
Uměle vytvořené mokřady
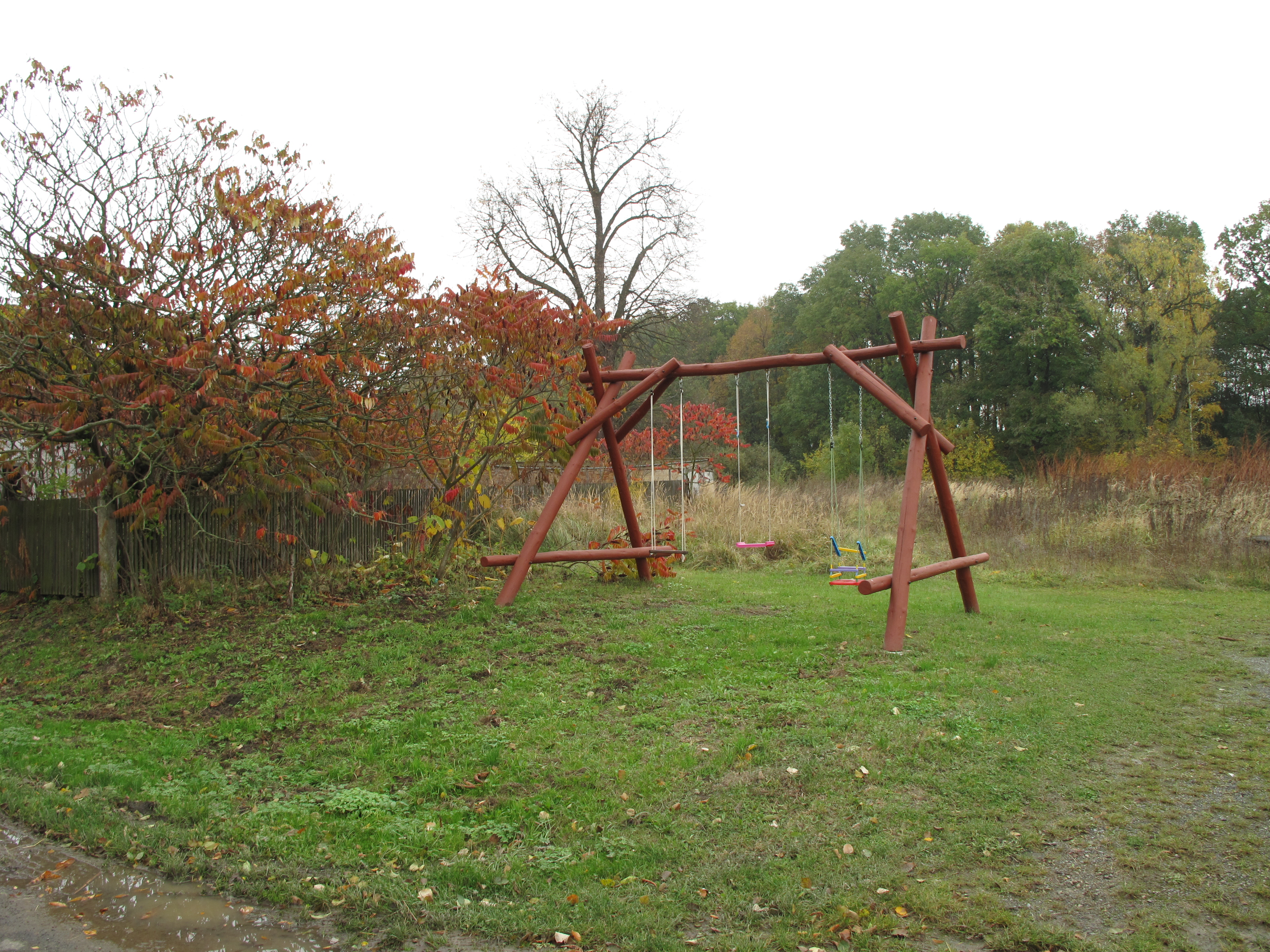
Houpačka
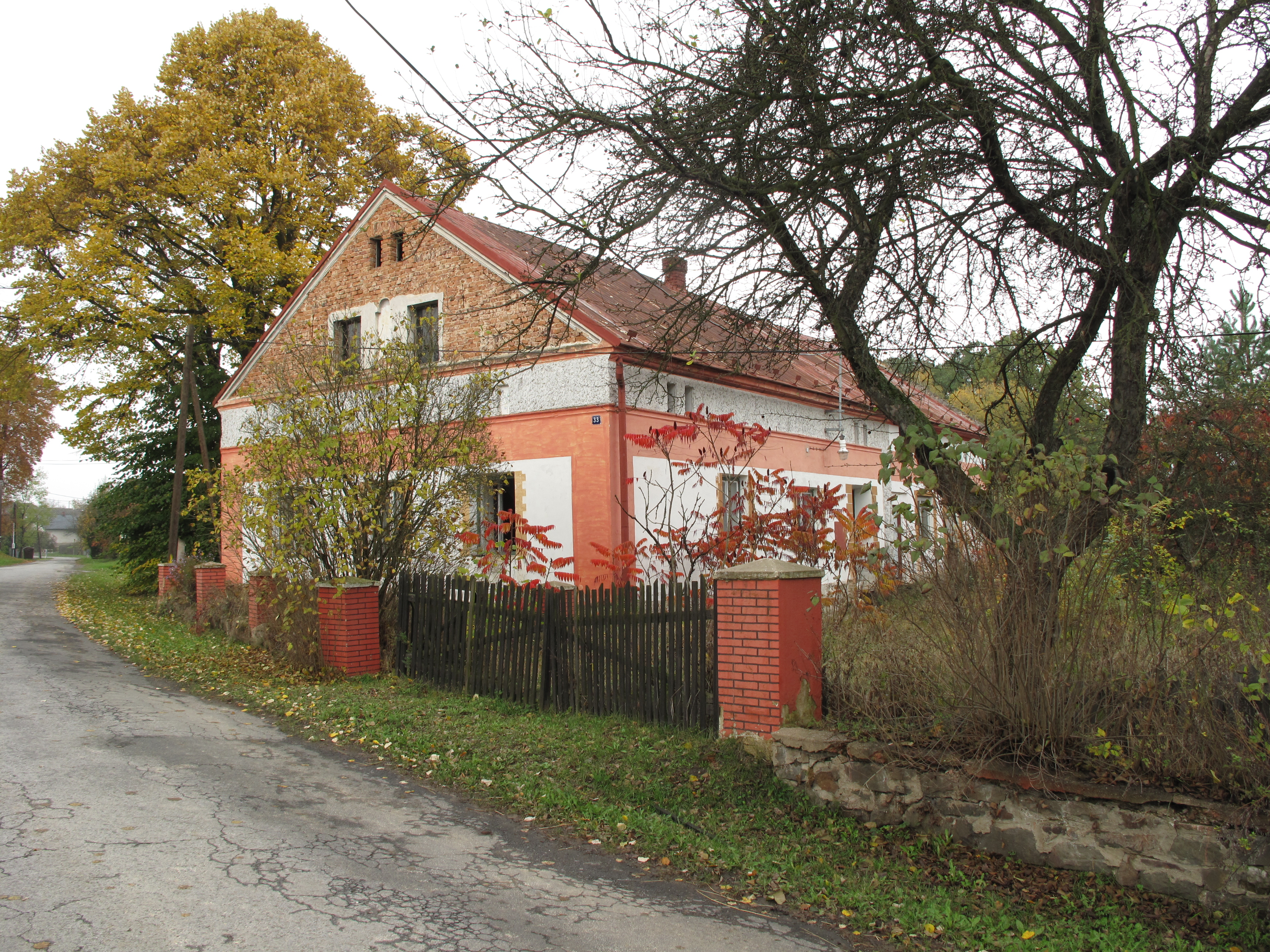
Dům obrostlý keři